# Uriasz
Uriasz (hebr. Urijjah, Urijjahu, „moim światłem jest Jahwe”) – biblijne imię męskie. Nosił je Uriasz Hetyta, pierwszy mąż Batszeby.